# San Victorio (La Coruña)
San Victorio es una aldea española situada en la parroquia de Vijoy, del municipio de Bergondo, en la provincia de La Coruña, Galicia.

## Demografía
| Gráfica de evolución demográfica de San Victorio entre 2000 y 2021 |
|                                                                    |
| Datos según el nomenclátor publicado por el INE.                   |